# Hals

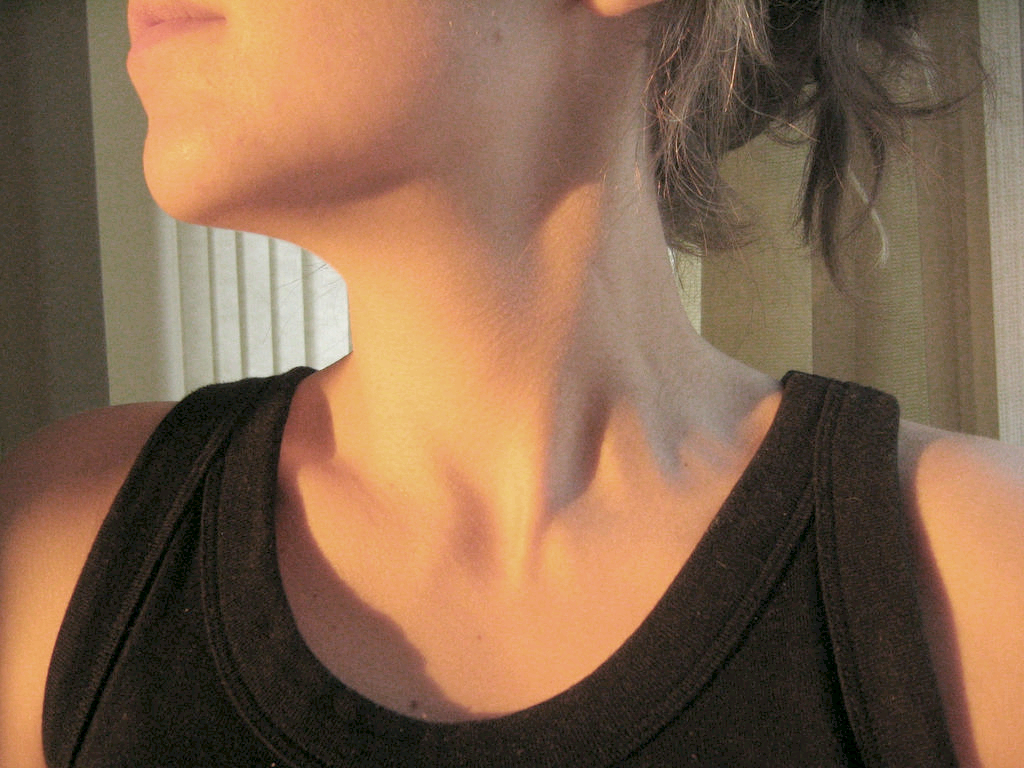
Hals

Der Hals, lateinisch Collum oder Cervix, ist derjenige Körperteil von Menschen und Tieren, der Kopf und Rumpf miteinander verbindet. Er ist mit seinen verschiedenen zu erfüllenden Funktionen ein komplexes Gebilde, das auch eine gefährdete Engstelle darstellt.
Die Zugehörigkeit zum Hals wird mit dem Adjektiv zervikal bezeichnet, z. B. beim Begriff Zervikalsyndrom. Allerdings kann sich zervikal auch auf andere anatomische Strukturen beziehen, siehe Cervix uteri (Gebärmutterhals).

## Etymologie
Die gemeingerm. Körperteilbezeichnung mhd., ahd. hals gehört wie lat. collum zu der idg. Wurzel *ku̯el „[sich] drehen, [sich] herumbewegen“ und bedeutet demnach eigentlich „[Kopf]-Dreher“.

## Anatomie

Die Skelettmuskulatur am Hals unterhalb der oberflächlichen Halsfaszie, Lamina superficialis fasciae cervicalis

### Begrenzungen
Die Grenze des Halses bildet
- nach oben: die Verbindungslinie vom Unterrand des Unterkiefers zum Processus mastoideus und entlang der Linea nuchalis superior zur Protuberantia occipitalis externa des Hinterhauptbeins.[2][3]
- nach unten: die Verbindungslinie vom Oberrand des Brustbeins (Manubrium sterni), über das Schlüsselbein zum Acromion des Schulterblatts und nach hinten zum Dornfortsatz des siebten Halswirbels.[2][3]

### Regionen
Der Hals wird beim Menschen in acht Regionen (Regiones cervicales) unterteilt:
- Regio cervicalis posterior, Syn. Regio nuchae, Nacken
- Regiones cervicales ventrolaterales
  - Regio cervicalis lateralis (seitliche Halsgegend) mit Trigonum omoclaviculare (Syn. Fossa supraclavicularis major)
  - Regio sternocleidomastoidea mit Fossa supraclavicularis minor
  - Regio cervicalis anterior (vordere Halsgegend)
    - Kinndreieck (Trigonum submentale)
    - Unterkieferdreieck (Trigonum submandibulare)
    - Karotisdreieck (Trigonum caroticum)
    - Muskeldreieck (Trigonum musculare).

### Faszien des Halses

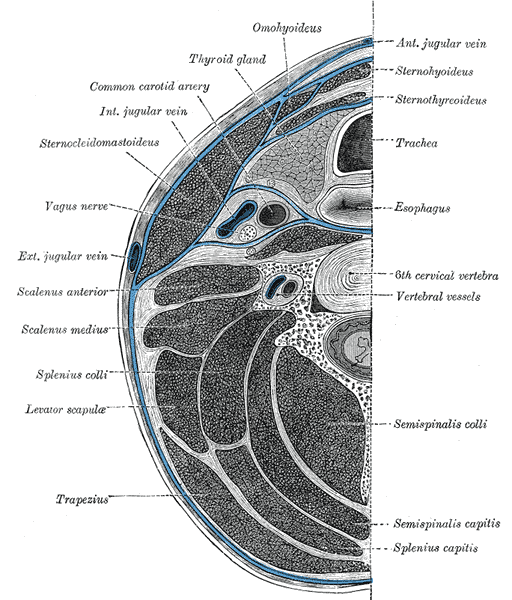
Die anatomischen, transversalen Schichten des menschlichen Halses. Mit blauer Markierung die drei Halsfaszien.

Die Halsfaszie gliedert mit ihren drei Blättern den Hals in mehrere Bereiche und bedeckt die Muskulatur des Halses. Daneben werden die verschiedenen Halseingeweide und die Leitungsbahnen des Halses von eigenen bindegewebigen Strukturen bedeckt, der Eingeweidefaszie und der Vagina carotica.
Das oberflächliche Blatt (die Lamina superficialis) umhüllt als Teil der oberflächlichen Körperfaszie den gesamten vorderen Hals, bedeckt den Musculus sternocleidomastoideus und die Glandula parotidea. Einzig das Platysma und epifasziale Venen und Nerven liegen noch oberhalb dieser Faszie. Sie geht am Unterkiefer aus der Fascia parotideomasseterica hervor, geht nach unten in die Brustfaszie und nackenwärts in die Fascia nuchae über.
Das mittlere Blatt, die Lamina pretrachealis beginnt etwa am Zungenbein und erstreckt sich bis zum Brustbein und zum Schlüsselbein. Dabei wird sie nach unten hin immer breiter und ist besonders fest in dem Bereich, wo sie die infrahyoidale Muskulatur bedeckt. Sie ist mit der Vagina carotica verwachsen, der Bindegewebshülle, die wichtige Leitungsbahnen wie die Halsschlagader, die Vena jugularis interna und den Vagusnerv umhüllt.
Unter der Lamina pretrachealis liegt die Eingeweidefaszie, die die Halseingeweide (oder Halsorgane), nämlich Kehlkopf, Rachen, Schilddrüse, Luft- und Speiseröhre, bedeckt.
Das tiefe Blatt (Lamina prevertebralis) der Halsfaszie liegt direkt vor der Wirbelsäule und spaltet sich nach unten hin auf, so dass sie die Skalenusmuskeln und die prevertebrale Muskulatur, die autochthone Nackenmuskulatur und dem Musculus levator scapulae umhüllt. Sie reicht von der Schädelbasis bis etwa zum dritten Brustwirbel, wo sie in die Fascia endothoracica übergeht. Sie bedeckt außerdem den Truncus sympathicus mit den drei Halsganglien, den Plexus brachialis, die Arteria subclavia und den Nervus phrenicus.

### Muskulatur
Die Muskulatur des Halses lässt sich in verschiedene Gruppen einteilen. Zum einen sind dies die infrahyoidale Muskulatur, bestehend aus Musculus sternohyoideus, Musculus sternothyroideus, Musculus thyrohyoideus und Musculus omohyoideus. Diese Muskeln sind allesamt für das Schlucken von Bedeutung. Sie verlagern allesamt das Zungenbein nach unten und – bis auf den Musculus thyrohyoideus – außerdem den Kehlkopf und spielen so auch bei der Phonation eine Rolle. Der Musculus thyrohyoideus hingegen verlagert den Kehlkopf nach oben, sofern das Zungenbein fixiert ist. Der Musculus omohyoideus spannt außerdem die Lamina pretrachealis der Halsfaszie, mit der er über seine Zwischensehne verwachsen ist.
Den Gegenpart zur infrahyoidalen Muskulatur bildet die suprahyoidale Muskulatur mit dem Musculus digastricus, Musculus geniohyoideus, Musculus mylohyoideus und dem Musculus stylohyoideus. Diese Muskeln heben das Zungenbein beim Schlucken nach oben und unterstützen darüber hinaus die Kieferöffnung.
Die Gruppe der tiefen Halsmuskeln bildet die prävertebrale Muskulatur, die sich aus dem Musculus longus capitis, dem Musculus longus colli, dem Musculus rectus capitis anterior und aus dem Musculus rectus capitis lateralis zusammensetzt. Sie können die Halswirbelsäule drehen, bzw. bei beidseitiger Aktion nach vorne beugen, oder den Kopf drehen, zur Seite oder nach vorn beugen.
Daneben kann man noch die Musculi scaleni („Treppenmuskeln“) unterscheiden, die aus Musculus scalenus anterior, medius, posterior und bei manchen Menschen auch aus einem Musculus scalenus minimus besteht. Diese Muskeln wirken als Atemhilfsmuskeln, oder können – wenn die Rippen fixiert sind – die Halswirbelsäule zur Seite oder nach vorne beugen.
Der Musculus sternocleidomastoideus und das oberflächlich gelegene Platysma lassen sich keiner Gruppe zuordnen. Im Nacken liegen außerdem die Nackenmuskeln, die aber zur autochthonen Rückenmuskulatur zählen.

### Leitungsbahnen

#### Arterien
Durch den Hals ziehen mehrere große Blutgefäße, die teilweise an der Versorgung des Halses beteiligt sind, teilweise aber ohne Versorgungsfunktion zum Gehirn ziehen. Die beiden Gefäße des Halses, aus denen alle weiteren Gefäße abgehen, sind die Arteria carotis communis und die Arteria subclavia. Rechts entspringen diese beiden Arterien aus dem Truncus brachiocephalicus, links direkt aus der Aorta. Die Arteria subclavia zieht nicht zum Hals, gibt aber die Arteria vertebralis ab, die durch Löcher in den Dornfortsätzen der Halswirbel (Foramina transversaria) hinauf zum Schädel zieht. Daneben gibt sie noch den Truncus thyrocervicalis ab, der sich in eine Reihe von Arterien aufteilt, die im Wesentlichen seitliche Strukturen an der Halsbasis versorgen.
Die Arteria carotis communis verzweigt sich in ihrem weiteren Verlauf in die Arteria carotis interna und die Arteria carotis externa, von denen die Arteria carotis interna keine versorgende Funktion für den Hals einnimmt, sondern zum Gehirn zieht. Im Regelfall (50 Prozent) gehen dann aus der Arteria carotis externa die Arteria thyroidea superior, die Arteria lingualis und die Arteria facialis oberhalb der Bifurkation einzeln ab. Von diesen verzweigt sich die Arteria thyriodea superior in weitere Arterien, die den Kehlkopf, die Schilddrüse und den Musculus sternocleidomastoideus versorgen. Außerdem anastomosiert ein Ast der Arteria thyroidea superior – der Ramus infrahyoideus – mit dem Ast der Gegenseite, so dass eine Verbindung der beiden Arterien hergestellt ist. Die Arteria lingualis versorgt hauptsächlich die Zunge und den Mundboden, über ihre Rami dorsales linguae aber auch den Zungengrund und den Kehldeckel.
Weitere Arterien aus der Arteria carotis externa sind die Arteria pharyngea ascendens, die Arteria auricularis posterior, die Arteria occipitalis, die Arteria maxillaris und die Arteria temporalis superficialis, von denen nur die Arteria pharyngea ascendens über ihre Rami pharyngeales einen Teil des Halses versorgt, nämlich Teile des Kehlkopfs.

#### Venen

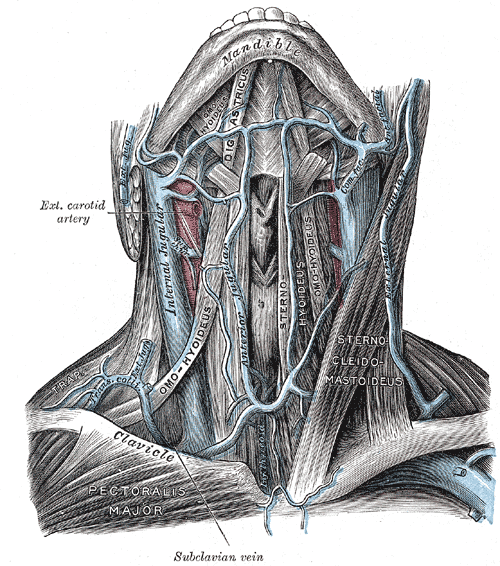
Halsvenen: Abgebildet sind die Vena jugularis externa (hier: External jugular), die Vena jugularis inter (internal jugular) und die Vena jugularis anterior (Anterior jugular), neben anderen.

Die Venen des Halses sind größtenteils „Durchgangsstraßen“, die das Blut aus dem Kopf zurück zum Herzen führen. Sie verfügen über keine Klappen, sind – da sie oberhalb des Herzens liegen – nur wenig gefüllt und sind normalerweise im Stehen nicht sichtbar. Erst im Liegen beim Gesunden und bei Patienten mit Rechtsherzinsuffizienz auch im Stehen kann man sie erkennen. Die Abflüsse beider Seiten des Halses sind über den Arcus venosus jugularis verbunden. Auf ihn muss bei Tracheotomien wegen der Gefahr von Blutungen geachtet werden. Außerdem sind die Venen untereinander stark anastomosiert, so dass es selbst bei Unterbinden einer größeren Vene nicht zu Blutstauungen kommt.
Die größte Vene des Halses ist die Vena jugularis interna. Sie tritt durch das Foramen jugulare aus der Schädelhöhle heraus und drainiert so das Blut aus dem Gehirn über die venösen Abflüsse der harten Hirnhäute – die Sinus durae matris – und über die Vena facialis, die Vena lingualis, die Vena thyroidea superior und die Venae thyroideae mediae auch Blut aus dem Gesicht und der Schilddrüse.
Die Vena jugularis externa drainiert Blut aus dem oberflächlichen Bereich hinter dem Ohr. Sie verläuft zunächst über der Faszie (Lamina superficialis), aber unter dem Platysma, durchbricht diese dann, um in die Vena subclavia zu münden.
Die Vena jugularis anterior ist variabel ausgebildet und beginnt, wenn sie ausgeprägt ist, unter dem Zungenbein. Sie verläuft nach unten, drainiert Blut aus der vorderen, oberflächlichen Halsregion und mündet zumeist in die Vena jugularis externa.
Die Vena subclavia verbindet sich schließlich mit der Vena jugularis interna zur Vena brachiocephalica, in die außerdem der Plexus thyroideus impar und die Vena vertebralis mündet. Ebenfalls kann die Vena thyroidea inferior hineinmünden. Der Plexus thyroideus impar ist ein venöses Geflecht, das Blut aus der Schilddrüse drainiert. Aus der Verbindung der linken Vena subclavia und Vena jugularis interna entsteht der linke Venenwinkel, in den der Ductus thoracicus einmündet. Die Vena subclavia rechts und links verbinden sich schließlich zur oberen Hohlvene, die das Blut zum Herzen befördert.
Daneben existiert noch eine Vielzahl weiterer Venen, die jedoch zu variabel auftreten, so dass sie hier nicht genannt werden.

#### Lymphbahnen
Generell kann man am Hals oberflächliche von tiefen Lymphknoten und regionäre von Sammellymphknoten unterscheiden. Regionäre Lymphknoten sind erste Stationen im Lymphsystem und erhalten die Lymphe von einem Organ oder einer Region. Sammellymphknoten sind nachgeschaltete Stationen und erhalten ihre Lymphe aus regionären Lymphknoten. Dabei sind oberflächliche Lymphknoten meist regionär und tiefe Lymphknoten meist Sammellymphknoten. Von den oberflächlichen Lymphknoten, den Nodi occipitales am Hinterhauptbein, den Nodi infraauriculares hinter dem Ohr, den Nodi parotidei superficialis, den Nodi parotidei profundi an der Ohrspeicheldrüse, den Nodi anteriores superficialis und den Nodi laterles superficiales fließt die Lymphe zu den tiefen Sammellymphknoten und weiter in den rechten bzw. linken Truncus jugularis  – größere Lymphstämme entlang der Vena jugularis interna. Auf der rechten Seite mündet der Truncus jugularis schließlich in den Ductus lymphaticus dexter, der im rechten Venenwinkel endet, und auf der linken Seite mündet der linke Truncus jugularis in den Ductus thoracicus, der im linken Venenwinkel endet.
Die tiefen Lymphknoten können in sechs verschiedene Regionen eingeteilt werden (nach der American Academy of Otolaryngology):
- Die Nodi submetales und submandibulares
- Die Nodi cervicales profundi, die sich jeweils in drei weitere Gruppen unterteilen lassen, nämlich die obere, mittlere und die untere Gruppe
- Die Nodi trigoni cervicalis posterioris
- Die  Nodi cervicales anteriores

#### Nerven
Die Nerven, die im Bereich des Halses verlaufen, lassen sich in drei Gruppen einteilen:
- Es gibt die Nerven der cervicalen Rückenmarkssegmente C1 bis C4, deren vordere Äste den Plexus cervicalis und große Teile des Plexus brachialis bilden. Für die hinteren Äste der Spinalnerven siehe Nacken, da sie dessen Muskulatur innervieren
- Darüber hinaus durchziehen den Hals verschiedene Hirnnerven und
- Nerven des Halsteils des sympathischen Grenzstrangs, die in der Lamina praevertebralis liegen.

Die Spinalnerven der Rückenmarkssegmente C1 bis C4 geben nach Austritt aus dem Rückenmark vordere und hintere Äste ab, von denen die vorderen – nachdem sie einige direkte Muskeläste angegeben haben – den Plexus cervicalis bilden. Dieser hat sowohl sensible als auch motorische Anteile. Die sensiblen Anteile verlassen den Plexus aber wieder und ziehen am Hinterrand des Musculus sternocleidomastoideus an die Oberfläche (Punctum nervosum). Dabei handelt es sich um den Nervus auricularis magnus, den Nervus occipitalis minor, den Nervus transversus colli und die supraclaviculären Nerven (Nervus supraclavicularis anterior, intermedius und lateralis). Eine Ausnahme bilden dabei die sensiblen Anteile des Nervus phrenicus (größtenteils C4), der aus den Segmenten C3 bis C5 gebildet wird. Er zieht nach unten zum Brust- und Bauchraum und innerviert das Zwerchfell motorisch und sensibel und das Bauchfell, Perikard und die parietale Pleura sensibel.
Aus den Spinalnerven der Segmente C5 bis C8 entsteht zusammen mit Th1 der Plexus brachialis, der durch die hintere Skalenuslücke und über das Schlüsselbein zieht. Er besteht aus drei Ästen (Trunci), die sich zusammenlagern und die obere Extremität innervieren.
Die Hirnnerven, die im Bereich des Halses verlaufen, sind der VII (Nervus facialis), IX (Nervus glossopharyngeus), X (Nervus vagus), der XI (Nervus accessorius) und der XII (Nervus hypoglossus). Hier werden nur die Äste aufgeführt, die wichtig für die Strukturen des Halses sind: Der Nervus facialis zieht etwa vom hinteren Rand des Unterkiefers zum Nervus transversus colli und bildet dort eine Art Schlinge, die man früher Ansa cervicalis superficialis nannte. Dabei sind die Fasern des N. facialis hier rein motorischer Natur während die des Nervus transversus colli sensorisch sind. Der VII Hirnnerv innerviert das Platysma im Bereich des Halses.
Der Nervus glossopharyngeus enthält gemischte Fasern, von denen die sensorischen zur Teilungsstelle der Arteria carotis communis verlaufen, wo sie das dort gelegene Sinus carotis und Glomus carotis mit seinen Chemo- und Pressorezeptoren innervieren. Daneben gibt der Nervus glossopharyngeus sensible und motorische Fasern in Ästen (Rami paryngei) ab, die zusammen mit den Rami pharyngei der Nervus vagus den Plexus pharyngeus bilden, der fast alle Muskeln des Rachens motorisch und den ganzen Rachen sensibel versorgt. Einzig der Musculus stylopharyngeus wird von motorischen Ästen des Nervus glossopharyngeus allein innerviert.
Der Nervus vagus ist neben der Innervation des Rachens auch an der Innervation des Kehlkopfs beteiligt. Dazu gibt er zwei Äste ab: Der erste Ast, der Ramus laryngeus superior, versorgt am Kehlkopf mit seinem Ramus externus den Musculus cricothyroideus und mit seinem Ramus internus die Schleimhaut des Kehlkopfes oberhalb der Rima glottidis. Unterhalb der Rima glottidis fällt die Innervation der Schleimhaut, wie auch die aller inneren Kehlkopfmuskeln, dem Nervus laryngeus recurrens zu – dem anderen Ast des Nervus vagus, der von Bedeutung für den Kehlkopf ist.
Der Nervus accessorius ist rein motorisch und versorgt den Musculus sternocleidomastoideus und den Musculus trapezius zum Teil. Der Nervus hypoglossus ist ebenfalls motorisch und innerviert Zungenmuskulatur und dem Musculus styloglossus.

## Weitere Anatomie

MRT durch den Hals.

Durch den Hals verlaufen verschiedene Versorgungsstränge wie Speiseröhre, Luftröhre und Blutbahnen. Das Knochengerüst (Halswirbelsäule) muss eine möglichst große Flexibilität für den Kopf herstellen. Der vordere Teil des Halses, der den Kehlkopf und den Schlund enthält, wird als Gurgel bezeichnet (von lateinisch: gurgulio = Schlund, Kehle, Luftröhre).

## Redewendungen

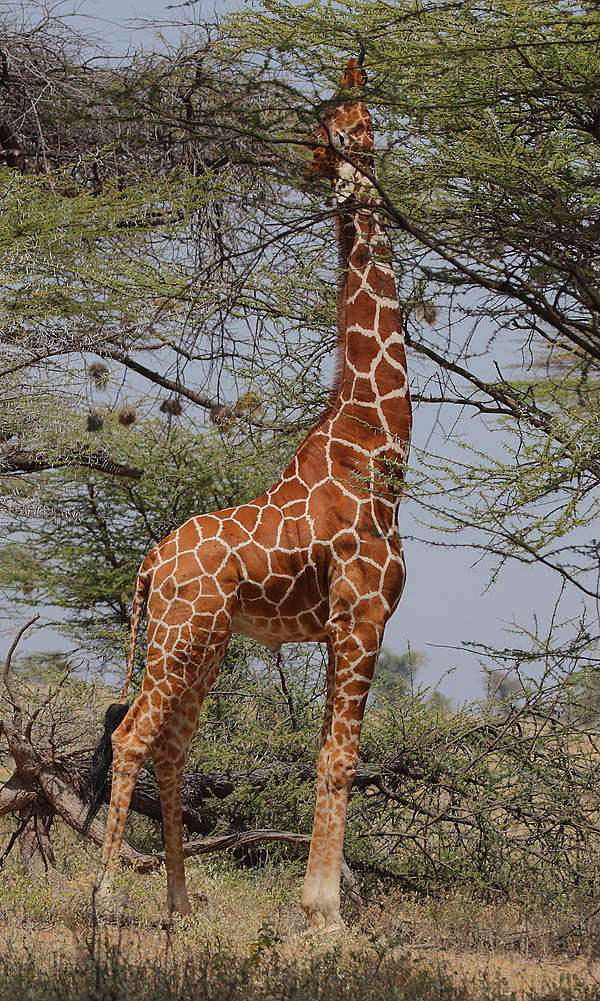
Giraffen haben den längsten Hals im Tierreich

Jemandem „den Hals umdrehen“ oder „den Hals abschneiden“ (wörtlich gemeint) bedeutet, jemanden umzubringen, da dadurch alle wichtigen Körperfunktionen unterbrochen werden. Dasselbe passiert bei Hinrichtungen mittels Enthauptung (Guillotine) oder Aufhängen („Tod durch den Strang“). Die Redewendung wird als „leere Drohung“ verwendet, die signalisieren soll, wie ernst man etwas meint.
Ein Halsabschneider ist jemand, der einen anderen finanziell übervorteilt, ein Wucherer oder Ausbeuter.
Mit der Redensart „jemandem an den Hals gehen“ (oder auch „an die Gurgel“) ist ebenfalls ein lebensbedrohlicher, v. a. auf die Unterbrechung der Luftzufuhr abzielender Angriff gemeint.
Die Redewendung „einen Frosch im Hals haben“ hat ihren etymologischen Ursprung in der Froschgeschwulst, medizinisch Ranula. Die Schwellung des Halses, die durch eine Rötung der Mandeln hervorgerufen wird, sorgt für Schmerzen beim Schlucken.
Der Ausdruck „einen (dicken) Hals haben“, bekommen oder kriegen beschreibt einen Zustand von Wut oder Entrüstung über eine bestimmte Gegebenheit oder das Verhalten einer Person.
Einen „langen Hals bekommen“ oder „langen Hals kriegen“ bedeutet, dass sich jemand reckt oder nach etwas giert.
Der Wunsch „Hals- und Beinbruch“ hat ursprünglich nichts mit dem Hals zu tun, sondern ist eine Verballhornung des jiddischen Ausspruchs hatslokhe u brokhe („Erfolg (Glück) und Segen“)
Der Begriff Freiheit hat seinen Ursprung in der Freihalsigkeit, dem collum liberum, einem Hals, der kein Joch auf sich trägt.